# گاردندیل (آلاباما)
گاردندیل (به انگلیسی: Gardendale) شهری در شهرستان جفرسون ایالت آلاباما است که مساحت آن ۵۸٫۴ کیلومتر مربع است و در سرشماری سال ۲۰۱۰ میلادی، ۱۳٬۸۹۳ نفر جمعیت داشته و تراکم جمعیتی آن، ۲۳۷٫۸۹ نفر در هر کیلومتر مربع بوده است.